# Académie royale des beaux-arts de Gand
Pour les articles homonymes, voir Académie des beaux-arts.
L'Académie royale des beaux-arts de Gand (en néerlandais : Koninklijke Academie voor Schone Kunsten van Gent, KASK Gent) est une école d'art située à Gand en Belgique. C'est l'une des écoles les plus anciennes de cette région. Elle fait partie depuis 1995 de la Haute École de Gand (Hogeschool Gent).  

## Histoire

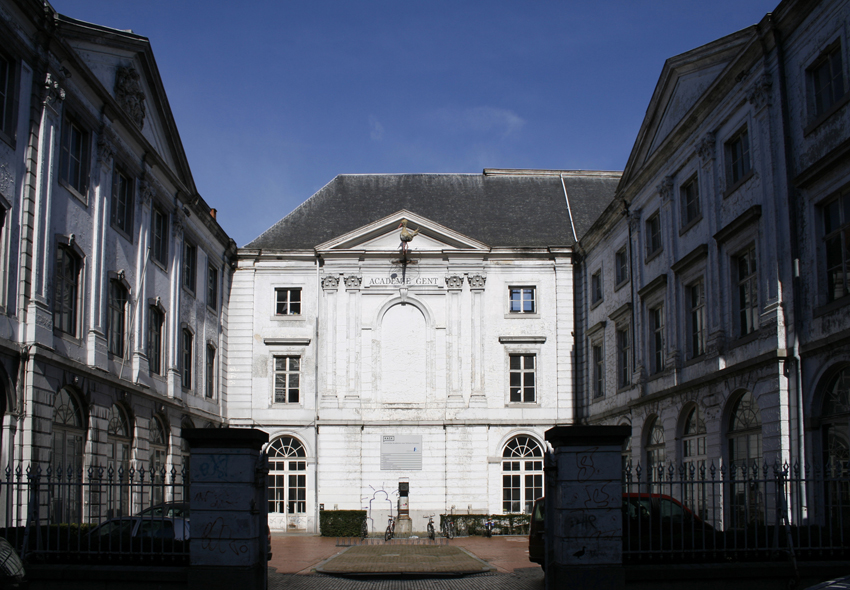
Façade du bâtiment historique (Gand).

L'Académie est fondée originellement entre 1748 et 1751 en tant qu'école privée au domicile du peintre Philips Karel Marissal (1698-1770), qui, revenu de Paris, a été impressionné par l'Académie royale de peinture et de sculpture. 
L'école reçoit en 1771, après la mort de son fondateur, l'agrément de l'autorité, la charte royale de l'impératrice Marie-Thérèse d'Autriche. Cette homologation permet à l'établissement de maintenir son prestige et de prendre le titre d'« académie royale ». Le peintre flamand Petrus Norbertus van Reysschoot (1738-1795) est l'un des premiers directeurs.
Au XIXe siècle, l'académie s'ouvre à l'enseignement de la lithographie et des arts graphiques, en plus de la peinture, sculpture, architecture et gravure. À partir des années 1870-1880, les jeunes peintres de Gand passés par l'école, se regroupent à Laethem-Saint-Martin et forment une communauté pérenne. Victor Horta, qui révolutionne l'architecture moderne, est issu de cette école.
Après 1945, l'école s'ouvre à la photographie, aux arts vidéos et travaille en lien avec Amsterdam, Bruxelles et Londres.
En 1995, l'académie est l'une des seize institutions culturelles fusionnées dans la Haute École de Gand, dont le Conservatorium fondé en 1835 par Joseph-Martin Mengal, avec lequel elle forme désormais la School of Arts : près d'un millier d'étudiants fréquentent ces deux établissements où l'enseignement est dispensé en plusieurs langues européennes.

## Personnalités liées à l'établissement

### Enseignants
Les peintres Pieter-Frans De Noter (1778-1842), Joseph De Cauwer (1779-1854), Benoît De Cauwer (1785-1820), Pierre Romuald De Cauwer (1783-1855), Félix De Vigne (1806-1862) et Jean Delvin (1853-1922), directeur de 1902 à 1913, ont fait partie du corps enseignant.

### Élèves célèbres
Au début du XIXe siècle, Joseph Paelinck forme plusieurs artistes de renom, tels que Joseph Meganck, François Antoine Bodumont, Charles Baugniet, Édouard De Bièfve, Élisa de Gamond, Charles Picqué, Jean Désiré de Fiennes, Félix De Vigne, Jozef Geirnaert ou encore Alfred Stevens.
Parmi les étudiants de l'académie on compte : 
- Jacques-Jean Dutry (1746-1825), architecte
- Pierre Van Huffel (1769-1844), peintre d'histoire
- Henri Van Melle (1859-1930), peintre et professeur
- Victor Horta (1861-1947), architecte
- Ferdinand Willaert (1861-1939), peintre impressionniste
- George Minne (1866-1941), sculpteur symboliste (qui y a aussi enseigné), architecte
- Jules De Bruycker (1870-1945), graveur et enseignant
- Oscar Coddron (1881-1960), peintre
- Léon de Smet (1881-1966), peintre
- Cécile Cauterman (1882-1957), pastelliste
- Frans Masereel (1889-1972), graveur
- Hélène De Reuse (1892-1979), peintre, puis professeur (1916)
- Frida Burssens (1930-2020), graphiste, décoratrice et photographe
- Maen Florin (1954-), sculptrice et céramiste
- Gerda Dendooven (1962-), illustratrice et autrice de livres pour la jeunesse
- Lieve Blancquaert (1963-), photographe
- Elisabeth Broekaert (1964-), photographe
- Wim Delvoye (1965-), artiste plasticien
- Peter Monsaert (1975-), réalisateur et metteur en scène
- Mous Lamrabat (1983-), photographe[3]